# La casa de muñecas de Gabby: La película
La Casa de Muñecas de Gabby: La Película (título original en inglés: Gabby's Dollhouse: The Movie) es una próxima película de carretera comedia fantástica musical animada de acción real estadounidense basada en la serie de Netflix Gabby's Dollhouse creada por Traci Paige Johnson y Jennifer Twomey, ambas productoras ejecutivas. Producida por DreamWorks Animation y distribuida por Universal Pictures, la película fue dirigida por Ryan Crego y producida por Steven Schweickart, a partir de un guion escrito por Elisa Bell. Está protagonizada por Laila Lockhart Kraner, que repite su papel de la serie, con Ego Nwodim, Kyle Mooney, Melissa Villaseñor, Thomas Lennon, Jason Mantzoukas, Fortune Feimster, Gloria Estefan y Kristen Wiig uniéndose al reparto.
DreamWorks Animation anunció un largometraje basado en La casa de muñecas de Gabby en abril de 2024, con Crego y Schweickart como director y productor, respectivamente. El rodaje comenzó en julio de 2024 en Vancouver, Columbia Británica . Será la segunda película animada de acción real de DreamWorks Animation, después de la nueva versión de 2025 de Cómo entrenar a tu dragón (2010). La película sigue a Gabby en un viaje por carretera con su abuela al país de las maravillas urbanas de Cat Francisco y se embarca en una aventura para salvar su casa de muñecas y a los gatos Gabby de una señora de los gatos.
Gabby's Dollhouse: The Movie está programada para estrenarse en México el 25 de septiembre de 2025 y mientras que en Estados Unidos será estrenada el 26 de septiembre de 2025.

## Premisa
Gabby emprende un viaje por carretera con su abuela, GiGi, al maravilloso país urbano de Cat Francisco. Pero cuando la casa de muñecas de Gabby, su posesión más preciada, termina en manos de una excéntrica señora de los gatos llamada Vera, Gabby se embarca en una aventura a través del mundo real para reunir a los gatos Gabby y salvar la casa de muñecas antes de que sea demasiado tarde. 

## Reparto
- Laila Lockhart Kraner como Gabby
- Gloria Estefan como la abuela Gigi
- Kristen Wiig como Vera
- Logan Bailey como Pandy Paws
- Eduardo Franco como DJ Catnip
- Juliet Donenfeld como Cakey
- Donovan Patton como CatRat
- Sainty Nelsen como Gato Almohada
- Maggie Lowe como Baby Box
- Carla Tassara como Carlita
- Tara Strong como Kitty Fairy
- Secunda Wood como MerCat

Además, Ego Nwodim, Kyle Mooney, Melissa Villaseñor, Thomas Lennon, Jason Mantzoukas, Fortune Feimster, Maria Bamford y Mimi Webb fueron elegidos para papeles no revelados.

## Producción
En abril de 2024, DreamWorks Animation anunció un largometraje basado en la serie de Netflix Gabby's Dollhouse, titulado Gabby's Dollhouse: The Movie, con Ryan Crego como director y Steven Schweickart como productor, mientras que los creadores de la serie Traci Paige Johnson y Jennifer Twomey actuarían como productores ejecutivos. Laila Lockhart Kraner también repetiría su papel de Gabby. En febrero de 2025, se reveló que Maria Bamford y Mimi Webb se habían unido al elenco de la película.  En abril de 2025, durante CinemaCon, se anunció que Kristen Wiig y Gloria Estefan se habían unido a la película. También se anunció que el elenco de voces del programa repetiría sus papeles.  En mayo de 2025, con el lanzamiento del tráiler, se anunció que Ego Nwodim, Kyle Mooney, Melissa Villaseñor, Thomas Lennon, Jason Mantzoukas y Fortune Feimster se habían unido al elenco. 

### Rodaje
La fotografía principal comenzó el 10 de julio de 2024 en Vancouver, Columbia Británica . 

## Estreno
Gabby's Dollhouse: The Movie está programada para estrenarse en Estados Unidos el 26 de septiembre de 2025. 